# 欧洲西部时间
| 淺藍 | 欧洲西部时间／格林尼治標準時間（UTC）                       |
| 藍色 | 欧洲西部时间／格林尼治標準時間（UTC）                       |
| 藍色 | 欧洲西部夏令时间／英国夏令时／愛爾蘭標準時間（UTC+1）       |
| 紅色 | 欧洲中部时间（UTC+1）                                       |
| 紅色 | 欧洲中部夏令时间（UTC+2）                                   |
| 黃色 | 欧洲东部时间／加里宁格勒时间（UTC+2）                       |
| 金色 | 欧洲东部时间（UTC+2）                                       |
| 金色 | 欧洲东部夏令时间（UTC+3）                                   |
| 淺綠 | 歐洲极东時間／莫斯科时间／土耳其時間（UTC+3）               |
| 青綠 | 亞美尼亞時間／亞塞拜然時間／喬治亞時間／薩馬拉時間（UTC+4） |

欧洲西部时间（Western European Time，缩写WET）和世界标准时间（UTC）相同。它被欧洲西部和西北部国家采用:
- 加那利群岛，1946年开始（西班牙其余地区使用欧洲中部时间）。
- 法罗群岛，1908年开始
- 格陵兰东北地区
- 冰岛，1968年开始
- 葡萄牙，1911年开始，（除亚速尔群岛以外，该地区使用UTC-1时区）
- 爱尔兰共和国，1916年开始
- 英国（包括英格兰、北爱尔兰、苏格兰和威尔士，马恩岛和海峡群岛也在同一时区，但使用术语格林威治时间）。

冬季，以上国家使用欧洲西部时间（UTC）；夏季，以上大部分国家使用欧洲西部夏令时间（UTC+1）。